# Danmønt
Danmønt var et elektronisk betalingskort, som var tiltænkt at bruge som betalingsmiddel ved mindre beløb. Kortet blev introduceret  i 1991 af selskabet Danmønt A/S, der var ejet ligeligt af KTAS og PBS.
Rent teknisk svarede det til Dankortet.[kilde mangler] Kortet, der var udformet som et chipkort, kunne bl.a. købes i banker og på stationer og posthuse, og kunne anvendes i DSB's billetautomater, postmærkeautomater, betalingstelefoner m.v. Danmønt kunne generelt kun købes med faste pålydender, men genopladelige kort blev brugt i lukkede systemer, f.eks.  møntvaskerier og virksomhedskantiner. Kortet kunne benyttes som kontant betaling uden brug af pinkode, og det var ikke muligt at få kredit ved brug af kortet. Danmønt blev aldrig nogen stor succes, hvorfor det blev lukket med udgangen af 2005.